# Symbole du jubilé de l'espéranto
 (janvier 2021).
Si vous disposez d'ouvrages ou d'articles de référence ou si vous connaissez des sites web de qualité traitant du thème abordé ici, merci de compléter l'article en donnant les références utiles à sa vérifiabilité et en les liant à la section « Notes et références ».

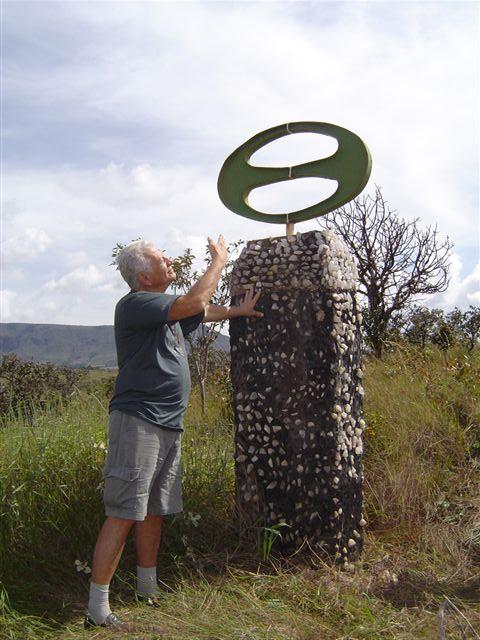
Monument du Symbole du jubilé à Alto Paraíso de Goiás, Brésil. Sur la photo on peut voir Hilmar Ilton S. Ferreira, personne qui proposa le symbole.

Le symbole du jubilé de l'espéranto a été créé à l'occasion du jubilé de l'espéranto en 1987. Il est généralement utilisé pour représenter la langue alors que le drapeau de l'espéranto est utilisé pour représenter le mouvement espérantophone.
Il représente l'idée essentielle de l'espéranto : rassembler tout le monde. Il comporte la lettre latine E (Espéranto) et la lettre cyrillique Э (Эсперанто) symbolisant l'unification entre l'Ouest et l'Est. L'idée d'utiliser les deux lettres est venue du fait que ce symbole fut créé avant la fin de la guerre froide durant laquelle les États-Unis (dont la langue principale est l'anglais) et l'Union des républiques socialistes soviétiques (dont la langue principale est le russe) s'affrontaient.

## Historique
L'association mondiale d’espéranto organisa un concours pour choisir le symbole du Jubilé. Il fut gagné par un espérantophone brésilien  Hilmar Ilton S. Ferreira en 1983, qui a proposé le dessin de Janette Lindo Ferreira. Le symbole original ne fut pas totalement symétrique. Le centre graphique d'Anvers de l'association mondiale d’espéranto de l'époque demanda à Bob Venhuizen, graphiste volontaire de le purifier. C'est cette nouvelle version qui fut utilisée pour l'année du jubilé de l'association. Il n'était constitué que de contours noirs ou blancs sur un fond d'une autre couleur.
Peu après l'année du jubilé de 1987, la ligue flamande d'espéranto (eo) commissionna une spécialiste en publicité d'élaborer un style plus cohérent pour tous ses outils de communication. Elle recommanda le symbole du jubilé, mais conseilla de mettre les contours toujours en noir avec un remplissage vert. Elle choisit le vert Pantone 389, dont la valeur en RGB est environ #CCE82E.
L'association mondiale d’espéranto récupéra ce style pour ses  communiqués de presse vers le monde extérieur. Par exemple, les documents du début des années 1990 étaient dans le même style et portaient le symbole avec des contours noirs et le vert mentionné précédemment. Ensuite d'autres organisations telles que l'organisation mondiale des jeunes espérantophones, la ligue internationale des enseignants d'espéranto et Espéranto-France reprirent le même style et l'utilisèrent pendant plusieurs années. La ligue flamande d'espéranto continue à l'utiliser dans la forme originale. L'association mondiale d’espéranto et l'union européenne d'espéranto utilisent des versions différentes. Une quatrième variante a une petite étoile à cinq branches entre les bras supérieurs des deux E.
Il est parfois surnommé « le melon » en référence à sa couleur et à sa forme.

## Représentations

Diverses versions du symbole du Jubilé
Version utilisée par l’association mondiale d’espéranto et peu après l'année du jubilé et encore utilisée par la ligue flamande d'espéranto
Une des diverses versions mais pas la plus utilisée.
Version modifiée avec étoile et inscription.
Version de base